# 젤펜

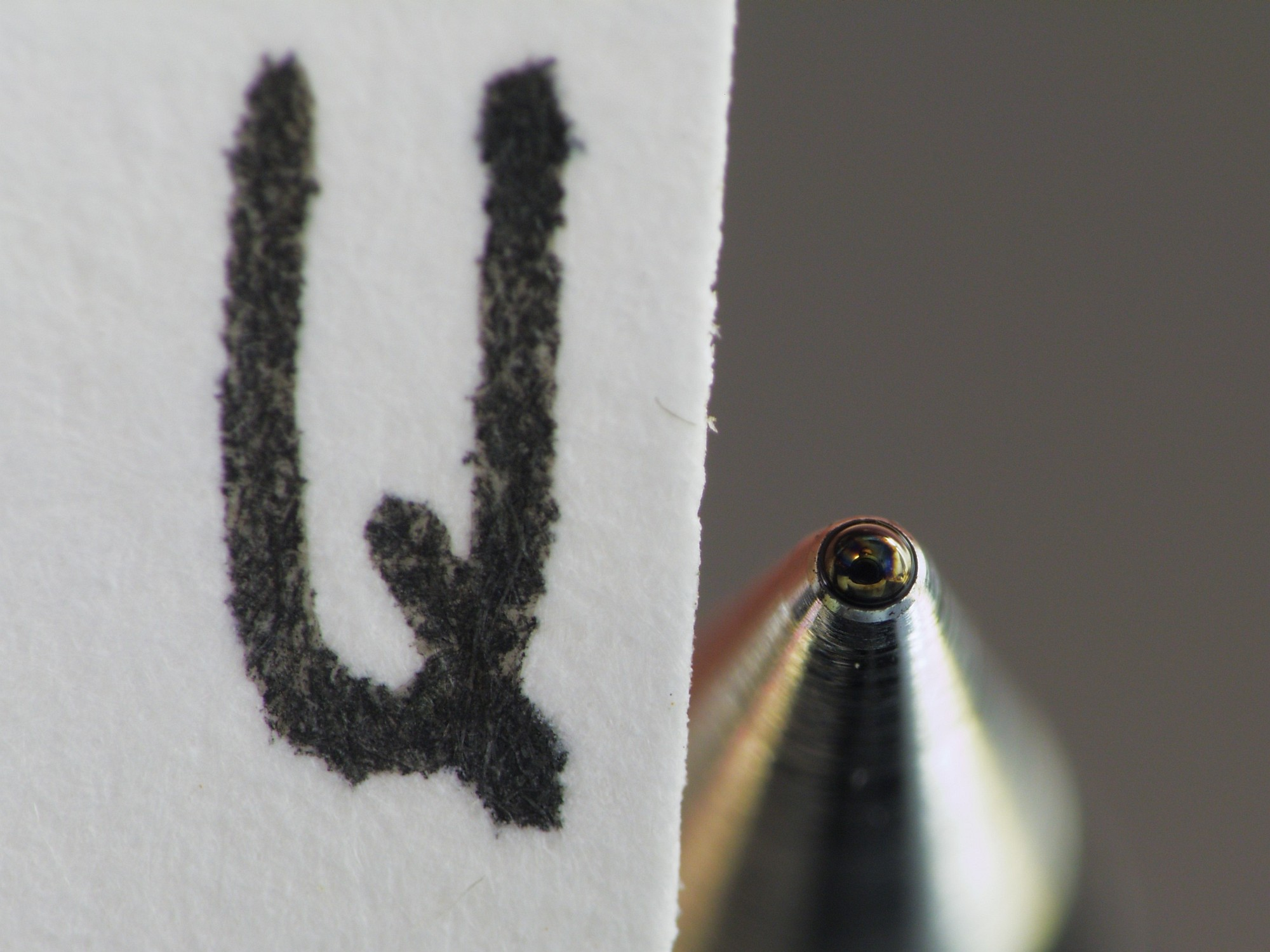
매우 가는 젤펜의 촉 부분을 확대 촬영한 사진

젤펜은 펜의 한 종류이며, 볼펜과 달리 일반적으로 수성 잉크를 사용한다. 볼펜에 사용되는 유성 잉크는 마르는 속도가 매우 빠른데 반해 젤펜의 잉크는 마르는 데 걸리는 시간이 상대적으로 더 길다. 볼펜을 사용할 때에는 다소 힘을 주어서 펜을 종이에 꾹 눌러야 하는데, 젤펜의 경우에는 거의 누를 필요가 없다. 그리고 일부는 볼펜보다 훨씬 진하고 선명하게 나온다.

## 역사
1984년, 일본 오사카의 (주)사쿠라 컬러 프로덕츠가 처음으로 젤 펜을 개발했고, 상업적으로 판매한 젤 펜은 Ballsign 280이 최초였다. 1980년대 후반에는 미국에서 Gelly Roll을 선보였다. 이후 젤 펜이 유행을 얻자 (주)크레올라는 더 두꺼운 젤 펜을 만들어 어린이에게 팔기 시작했는데, 반짝이 가루가 나오는 형광색 젤이 특징이었으며 다루기 쉽고 부드러운 움직임이 가능해 예술가들 사이에서 인기를 얻었다.

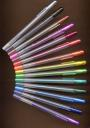
다양한 색상의 젤펜

## 잉크
다른 잉크에 비해 젤 잉크는 점도가 높아 젤 내 색소의 비율이 높다. 일반적으로 색소는 구리 프탈로시아닌과 산화철이고, 젤은 물, 크산탄 검과 트라가칸트 검과 같은 생체 고분자, 그리고 폴리아크릴산 시크너로 구성되어있다. 젤펜은 어두운 종이에 선명하게 나타나는 유광 및 금속성 색상뿐만 아니라 여러 밝은 파스텔 색상으로도 사용할 수 있다. 대부분의 젤 잉크는 물에 강하며, 잉크가 굳으면 물에 씻기지 않는다.

## 주요 제품
- HI-TEC-C (Pilot Corporation)
- Gelly Roll (Sakura Color Products Corporation)
- Sarasa (Zebra Co., Ltd.)
- Signo (Mitsubishi Pencil Corporation)

## 같이 보기
- 펜의 종류, 상표, 제조사 목록